# Carlo Dadone
Carlo Dadone (1864 – 27. března 1931 Turín) byl italský spisovatel.

## Životopis
Carlo Dadone napsal mnoho humoristických a dětských knih, spolupracoval s časopisy Corriere dei Piccoli a Cuor d'Oro. Byl přítelem Attilia Mussina, autora četných ilustrací jeho knih a Giovanniho Bertinettiho, s nímž napsal několik knih. V letech 1896–1897 spolupracoval také s periodikem Per l'Idea, přílohou socialistického časopisu Il Grido del Popolo, do kterého o mnoho let později psal Antonio Gramsci.
Carlo Dadone trpěl hluchotou a měl vážné problémy se zrakem; zemřel v Turíně.

## Dílo
- Come presi moglie: autobiografia di un ex-ghiottone, romanzo (Streglio, Torino, 1902)
- La forbice di legno, racconti (Streglio, Torino, 1904)
- Fernanda, grande romanzo moderno (Soc. Torinese di Grandi Edizioni Popolari. Torino, 1910), da cui nel 1918 fu tratto il film seriale in quattro lungometraggi Il mistero dei Montfleury, interpretato da Paola Pezzaglia ed Ettore Piergiovanni
- Il talismano di Fefè (Sandron, Firenze, 1913?). Con disegni di Attilio Mussino
- La piccola Giovanna (SEI, Torino, 1916). Romanzo di successo, che ebbe numerose edizioni. Racconta di una buona serva maltrattata da una padrona cattiva
- Le novelle di un ottimista (Treves, Milano, 1921)
- Le nuove avventure di Biribì, poliziotto e portafortuna (Treves, Milano, 1924)
- L'Italia nei cuori (La Scuola, 1929)
- Le fantastiche avventure di Giovannino: racconto eroicomico pei più piccini (SEI, Torino, 1930)
- La signora fantasia e le sue facezie (La Scuola, 1933)
- Il viaggio di una balilla intorno al mondo (SEI, Torino, 1931). Scritto con Giovanni Bertinetti
- Gigetto. Quand'era morto, e come rivisse (SEI, 1932?).
- Le avventure di Capperina (Bemporad, Firenze). Con disegni in nero e in colori di Attilio Mussino
- Il tesoro del re negro, romanzo d'avventure per la gioventù (Treves, Milano)
- Le nuovissime avventure di Capperina (SEI, Torino). Con disegni di Attilio Mussino
- La casa delle chiacchiere (Streglio, Torino)
- Una piccola Robinson: romanzo d'avventure (SEI, Torino)
- Le allegre gherminelle di Turotto, Joli, Gigetto, Concettina, il Piccolo e compagnia (Remo Sandron, Palermo). Con illustrazioni di Ferruccio Moro

### V češtině
- Cimbrovo tajemství – úvod František Sekanina; přeložil Hanuš Hackenschmied; in: 1000 nejkrásnějších novel... č. 74. Praha: J. R. Vilímek, 1914
- Dřevěné nůžky: výbor fantastických novel – př. H. Hackenschmied. Praha: Jan Otto, 1917
- Tajemství zahradní vily – př. H. Hackenschmied. Praha: Jaroslav Tožička, 1923